# Guy Demel
Guy Roland Demel (París, 13 de junio de 1981) es un exfutbolista marfileño que jugaba como centrocampista y su último club fue el Red Star F. C.

## Trayectoria
Demel inició su carrera profesional jugando para el Olympique Nimes en la Ligue 2 de Francia. Fue descubierto y comprado por el club inglés Arsenal, pero luego de un año fue transferido al club Borussia Dortmund de Alemania. Dejó el Arsenal con nostalgia teniendo un desconcertante paso inicial al irse al Borussia Dortmund. Tuvo su debut en la Bundesliga en 2003, y desde la temporada 2005-06 hasta la 2010-11 jugó como defensor derecho en el Hamburger SV.

## Selección nacional
En 2004, como ciudadano francés, adquirió un pasaporte marfileño. Desde ahí fue convocado a la selección de Costa de Marfil, llegando a jugar la Copa Africana de Naciones en 2006, siendo además nombrado para la escuadra que disputó la Copa Mundial de Fútbol de 2006.
En total fue internacional en 35 ocasiones.

### Participaciones en Copas del Mundo
| Mundial                        | Sede      | Resultado    |
| ------------------------------ | --------- | ------------ |
| Copa Mundial de Fútbol de 2006 | Alemania  | Primera fase |
| Copa Mundial de Fútbol de 2010 | Sudáfrica | Primera fase |

## Clubes
| Club                  | País       | Año       |
| --------------------- | ---------- | --------- |
| Nîmes Olympique       | Francia    | 1999-2000 |
| Arsenal F. C.         | Inglaterra | 2000-2001 |
| Borussia Dortmund     | Alemania   | 2001-2005 |
| Hamburgo S. V.        | Alemania   | 2005-2011 |
| West Ham United F. C. | Inglaterra | 2011-2015 |
| Dundee United F. C.   | Escocia    | 2015-2016 |
| GS Consolat           | Francia    | 2016-2017 |
| Red Star F. C.        | Francia    | 2017      |